# Фёдоров, Вадим Дмитриевич
Вадим Дмитриевич Фёдоров (30 апреля 1934, Вольск, Саратовская область, РСФСР — 29 марта 2015, Москва, Российская Федерация) — советский и российский эколог-гидробиолог, заведующий кафедрой гидробиологии биологического факультета МГУ им. М. В. Ломоносова, заслуженный профессор Московского университета, заслуженный деятель науки Российской Федерации.

## Биография
Родился в семье служащих. Отец — Дмитрий Георгиевич Фёдоров, майор авиации, погиб в августе 1942 г. в боях под Сталинградом, похоронен в селе Васильевка. Мать — Милица Павловна (урожденная Горемыкина) работала заведующей библиотекой.
В 1957 г. окончил биолого-почвенный факультет по кафедре микробиологии и был принят в аспирантуру. В 1960 г. защитил кандидатскую диссертацию под руководством заведующего кафедрой микробиологии академика В. Н. Шапошникова.
С 1957 г. — на кафедре гидробиологии: младший, затем старший научный сотрудник, заведующий лабораторией физиологии и биохимии водорослей. Тема кандидатской диссертации: «Фосфорный обмен зелёных серобактерий в связи с фотоассимиляцией углекислоты». Тема докторской диссертации (1970 г.): «Экспериментальное экологическое изучение структуры и функции фитопланктона как сообщества». С 1971 г. профессор.
- 1972—1976 гг. — заведующий кафедрой гидробиологии,
- 1976—1983 гг. — заведующий кафедрой общей экологии и гидробиологии.

С 1996 г. — заведующий кафедрой гидробиологии.
Являлся главным редактором журнала «Биологические науки», членом редколлегии «Гидробиологического журнала», «Биология в школе» и ряда других изданий, редактор 20 научных сборников.
Был членом ряда специализированных советов по защите докторских диссертаций. Возглавлял специализированный совет по защите докторских диссертаций по специальностям «гидробиология», «экология» и «безопасность в чрезвычайных ситуациях». Подготовил 60 кандидатов и 15 докторов наук.
Член Союза писателей СССР с 1979 г., затем — Союза писателей Российской Федерации. Им опубликовано более 200 художественных произведений, в том числе книга «Летящие к Северу», изданная тиражом более 1 млн экземпляров в издательстве Детгиз. В 2003 г. им написан текст Гимна МГУ, утверждённый Приказом Ректора МГУ и впервые исполненный 25 января (Татьянин День) в Успенском Соборе Кремля.
Был известен и как серьёзный коллекционер: филателист, книжник, собиратель картин, автографов и экслибрисов.

## Научная деятельность
Основоположник крупной научной школы экологов — гидробиологов. Основные работы посвящены изучению закономерностей формирования и функционирования клеточных множеств в надорганизменных системах с целью
- прогнозирования и управления их продуктивностью.
- применил планирование многофакторных экспериментов для изучения популяций микроводорослей, обосновав так называемый «метод планируемых добавок»,
- предложил оригинальную концепцию устойчивости сообщества как функции гомеостаза, количественная мера которого основана на сопоставлении формализованных оценок функциональных и структурных характеристик,
- создал концепцию биологического мониторинга как системы контроля за реакцией биотической компоненты экосистемы на загрязнение окружающей среды и ввёл статистические критерии «нормы» отдельных показателей состояния сообщества.

На основании результатов многолетних наблюдений по динамике и пространственному распределению фитопланктона Белого моря предложил концептуальную модель функционирования планктонных сообществ эпипелагиали Белого моря.

## Награды и звания
Награждён орденом «Знак Почёта» (1977). Удостоен звания «Заслуженный профессор МГУ» (1994), «Заслуженный деятель науки РФ» (1998), «Заслуженный работник Министерства высшего образования РФ» (1999).

## Научные труды
Опубликовал более 230 научных работ, получил 5 авторских свидетельств. Основные труды:
- Фёдоров В. Д. 1964. «Синезелёные водоросли и эволюция фотосинтеза». В сб. «Биология синезелёных водорослей». Изд-во МГУ. С. 141—163.
- Фёдоров В. Д. 1979. «О методах изучения фитопланктона и его активности» (учебное пособие). Изд-во МГУ.
- Фёдоров В. Д., Максимов В. Н. 1966. «О математическом планировании биологических экспериментов». Изв. АН СССР, сер биол., № 6, С. 864—877.
- Фёдоров В. Д., Гильманов Т. Г. 1980. «Экология» (учебник). Изд-во МГУ.
- Фёдоров В. Д. 1982. «Экологический прогноз» // Биол. науки. № 7. С. 5-29.

## Литературное творчество

### Проза
- «Путешествие вверх» (1967)
- «Летящие к северу» (1969)
- «Стеклянная птица» — сказки, притчи, повесть (1983)
- «Лидочкины денежки» — (сборник)(1989)
- «Возмутительный страусёнок» (1993)
- «Дурацкие рассказы» (1995)
- «Русский Книжный знак» (1995)
- «Пентакль Альдебарана» (1997)
- «Обыкновенные волшебные часы» (1999)
- «Рассказы у костра» — первая книга рассказов (2001)
- «Абсурды» — вторая книга рассказов (2001).

### Поэзия
- «Стихи разных лет» (1994)
- «Книга посвящений» (1997)
- «Стихотворения» (2000)
- «Четверостишия» (2004)